# 三碘化钼
三碘化钼是钼的一种碘化物，化学式 MoI
3。

## 制备
三碘化钼可以由六羰基钼和碘在 105 °C 下反应而成。
{\displaystyle \mathrm {2\ Mo(CO)_{6}+3\ I_{2}\longrightarrow 2\ MoI_{3}+12\ CO} }
它也可以由五氯化钼的二硫化碳溶液和碘化氢反应而成。
{\displaystyle \mathrm {MoCl_{5}+5\ HI\longrightarrow MoI_{3}+5\ HCl+I_{2}} }
它也可以由钼和过量的碘在 300 °C下直接反应而成。

## 性质
三碘化钼是一种黑色反磁性的固体，在空气中稳定。在 100 °C 的真空下，三碘化钼分解成二碘化钼和碘。它不溶于极性和非极性溶剂。三碘化钼的结构和三碘化锆一样。